# روني وود
رونالد دافيد روني وود (بالإنجليزية: Ronald David Wood)‏ وهو مغني روك وكاتب أغاني ومذيع راديو إنكليزي بريطاني ولد في يوم 1 يونيو 1947 في ميدلسكس في إنجلترا.

## روابط خارجية
- روني وود على موقع IMDb (الإنجليزية)
- روني وود على موقع الموسوعة البريطانية (الإنجليزية)
- روني وود على موقع ميوزك برينز (الإنجليزية)
- روني وود على موقع رولينغ ستون (الإنجليزية)
- روني وود على موقع رولينغ ستون (الإنجليزية)
- روني وود على موقع إن إن دي بي (الإنجليزية)
- روني وود على موقع أول ميوزيك (الإنجليزية)
- روني وود على موقع ديسكوغز (الإنجليزية)
- روني وود على موقع قاعدة بيانات الفيلم (الإنجليزية)